# سید الدوله
سید قیدار هاشمی ملقب به سیدالدوله (زاده ۱۲۶۰ شمسی  دولت‌آباد روانسر - درگذشته آبان ماه ۱۳۲۳ همان مکان) از مشاهیر کرد، سیاستمدار ؛  شاعر و از متنفذین و رجال کردستان ایران بود. وی پدر دانشمند کُرد  سید محمد طاهر هاشمی است

## زندگی
نسبش از خاندان سادات سۆڵه‌ای از سلسلهٔ سادات برزنجه است. فرزند شیخ عبدالقادر ابن شیخ رسول دولت‌آباد از متنذفین و روسای بنام عشایر بود. در سنین نوجوانی طی دستخطی به وسیله شاه ایران به رئیس‌الاشراف ملقب گردید که بسیار کم از این لقب استفاده شده‌است، پس از مدتی لقب سیدالدوله به وی داده می‌شود. سید قیدار (سیدالدوله) در زمان حکومت شریف الدوله بنی آدم در کردستان به مدت دو سال به حکومت جاف و جوانرود منصوب گردید. در زمان حیات او رجال سیاسی و فرهنگی در تشکیلات علمی، عرفانی و حکومتی وی در دولت‌آباد روانسر به دیدارش می‌رفتند. ابوالقاسم لاهوتی شاعر و فعال سیاسی مشروطه خواه معروف رابطه دوستی عمیقی با سید الدوله داشت و به مدت شش ماه در دولت‌آباد نزد وی از حکومت متواری و سکونت داشت. او در پیوستن سالارالدوله قاجار به یارمحمدخان کرمانشاهی سردار ملی کرد نقش به سزایی داشت. 
در سال ۱۳۱۰ شمسی به دلیل نفوذ محلی با روسای عشایر به همراه پسرش مرحوم آقا سید علی هاشمی بازداشت و در زندان شهربانی اصفهان حبس گردید و تا زمستان ۱۳۲۰ در زندان به سر برد. سید قیدار در مدتی که در اصفهان زندانی بود نام خانوادگی یا شناسنامه‌ای «هاشمی» را برای خود و فرزندانش انتخاب نمود که فرزندانش  آن را به «سیدزاده هاشمی» تغییر دادند.
از وی اشعاری به خوشنویسی استاد سید محمد طاهر هاشمی باقیست که تا کنون چاپ و منتشر نگردیده است.

## مرگ
وی در هفدهم آبان ماه سال ۱۳۲۳ هجری شمسی برابر با ۱۳٦۳ قمری دیده از جهان فروبست و در دولت‌آباد در جوار نیاکانش به خاک سپرده شد.

## نمونه‌ای از اشعار
کی توان وصف جمال تو نماید کس به جا؟ حسن روی تو کجا فهم من اخرس کجا
وصف آن مو چون توانم ایزدش واللیل گفت مدح آن رو کی بدانم، حق بگفته والضحی
تو به زیبایی و خوبی فرد و فخر عالمی گر کنم با هرچه تشبیه تو خبط است و خطا
حق کریم العفو باشد تو شفیع المذنبین «قیدر» بدبخت تا کی باد در قید بلا